# Paola Pigni
Paola Pigni-Cacchi (Milano, 30 dicembre 1945 – Roma, 11 giugno 2021) è stata una mezzofondista italiana, medaglia di bronzo nei 1500 metri piani ai Giochi olimpici di Monaco di Baviera 1972 e agli Europei di Atene 1969.
Due volte campionessa mondiale di corsa campestre (1973 e 1974) e 19 volte campionessa nazionale assoluta (13 su pista e 6 nel cross), ha stabilito 6 record mondiali in 5 diverse specialità del mezzofondo su pista.

## Biografia
Figlia di Renzo Pigni (1908-1969), un noto tenore originario di Fagnano Olona, e di un soprano spagnolo di Barcellona, Montserrat Hurtado, ha studiato 13 anni in una scuola di lingua tedesca. Ha avuto tra i suoi primi allenatori il preparatore dei velocisti Renzo Testa e il professor Enrico Arcelli, preparatore atletico che si sarebbe in seguito distinto anche in altre discipline sportive, con il quale ha dimostrato di avere grande personalità. Subito dopo è stata seguita dal professor Bruno Cacchi, che ha poi sposato e che ha continuato ad allenarla a Roma come tecnico federale.
Dotata di fisico longilineo e carattere vulcanico, si è distinta anche per il forte temperamento e la ferrea determinazione che l'hanno aiutata a raggiungere grandi risultati. Un altro personaggio che ha contribuito ai suoi successi è stato il giornalista Alfredo Berra, i cui giudizi sono stati uno sprone per la carriera della Pigni. Nel marzo 1971 ha avuto con Cacchi la figlia Chiara e già nel settembre successivo è tornata in perfetta forma in preparazione per l'anno olimpico. Nel 1981 la coppia ha avuto anche il figlio Claudio.

### Gli inizi della carriera sportiva
Ha iniziato l'attività come velocista nel 1961 e a 16 anni vantava record di 12'9" nei 100 metri piani e di 27'0" nei 200. In quel periodo le donne correvano quasi esclusivamente le gare di velocità, ma la Pigni si sente più portata per le distanze più lunghe e riesce a imporre questa sua scelta. Nel 1965 vince il primo titolo ai campionati italiani assoluti negli 800 m in 2'17"1 e si classifica al 4º posto nei 400 m con il tempo di 55"8 nella semifinale di Coppa Europa disputata a Lipsia. Partecipa nel 1966 ai campionati europei di Budapest, dov'è eliminata nella semifinale degli 800 m. Quell'anno si conferma campionessa italiana negli 800 con 2'09"5, migliora due volte il record italiano negli 800 m con 2'07"9 e 2'07"2 e quello dei 400 m con 54"2.
Nel 1967 vince il suo primo titolo italiano nel cross. Nell'edizione di quell'anno dei campionati italiani si conferma campionessa degli 800 m con 2'10"2 e per la prima volta vince i 400 m in 56"70. Nella semifinale di Coppa Europa 1967 di Dresda è quarta negli 800 m con 2'07"8. Quell'anno porta il record italiano degli 800 m a 2'05"1 e nel 1968 a 2'04"9 e 2'04"6, confermandosi poi campionessa italiana della specialità con 2'08"2. Sempre nel 1968 partecipa alle Olimpiadi di Città del Messico, dov'è eliminata nella semifinale degli 800 m con il tempo di 2'07"8. In quella stagione vince anche il secondo titolo italiano nel cross e, con il tempo di 4'21"5, batte il record italiano dei 1500 m, specialità a quel tempo non ancora inserita nel programma olimpico, che le regalerà le maggiori soddisfazioni della carriera su pista.

### Record mondiale, bronzo europeo e olimpico dei 1500 m

Una vittoria degli anni settanta

Il 1969 è l'anno della sua consacrazione ai vertici mondiali; dopo essersi migliorata nei 1500 m con 4'17"2, il 2 luglio stabilisce in notturna all'Arena Civica il record del mondo dei 1500 m con il tempo di 4'12"4, lasciando il secondo posto all'olandese Mia Gommers, detentrice del primato con 4'15"6 e bronzo alle Olimpiadi messicane negli 800 m. Quell'anno si aggiudica con il tempo di 4'12"0 la medaglia di bronzo ai campionati europei di Atene nei 1500 m, specialità inserita per la prima volta in campo femminile in una delle maggiori manifestazioni internazionali.
Pur migliorando il proprio record, deve cedere il primato mondiale alla cecoslovacca Jaroslava Jehlicková, che vince in 4'10"7, e la medaglia d'argento alla Gommers. In quei mesi vince il suo terzo titolo italiano nel cross, batte per due volte il record mondiale dei 3000 m con 9'42"8 e 9'38"0, due volte il record mondiale dei 5000 m con 16'17"49 e 15'53"6 e si conferma campionessa italiana degli 800 m con 2'06"4. Fino ad allora le distanze superiori ai 1000 metri erano state corse raramente dalle atlete e la Pigni diventa con le sue prestazioni una pioniera del mezzofondo mondiale.
Nel 1970 vince i campionati internazionali di cross, a quel tempo l'evento più importante della specialità. Nella semifinale di Coppa Europa 1970 di Bucarest vince i 1500 m con 4'25"5 ed è quarta negli 800 m con 2'05"2. Si prende quindi il record del mondo dei 10000 m con 35'30"5 e vince il titolo italiano nei 1500 m con il tempo di 4'16"8. Segue quindi un periodo di pausa sportiva per la gravidanza; la figlia Chiara nasce nel marzo 1971 e subito dopo la Pigni torna sulle piste ad allenarsi. In ottobre vince l'argento nei 1500 m ai VI Giochi del Mediterraneo a Smirne con il tempo di 4'22"6.
Nel 1972 vince la medaglia di bronzo alle Olimpiadi di Monaco nei 1500 m. La specialità era in grande evoluzione e i tre primati italiani stabiliti a partire dalle batterie non le bastano per vincere. Chiude la finale con il primato italiano di 4'02"85, che resisterà 6 anni, a 1 secondo e 5 centesimi dalla sovietica Ljudmila Bragina, vincitrice della gara con il nuovo record del mondo di 4'01"38, e con l'argento sfumato per due centesimi alla fine di un'entusiasmante dirittura finale e di un testa a testa con la tedesca orientale Gunhild Hoffmeister. Nel corso della stagione stabilisce a Formia il primato del mondo dei 3000 m con il tempo di 9'09"2, migliora due volte il primato italiano sugli 800 m in 2'03"5 e 2'02"5, quattro volte quello dei 1500 m (4'10"5, 4'09"5, 4'07"8, 4'02"85) e si laurea campionessa italiana dei 1500 m in 4'15"3.

### Gli ultimi anni di carriera
Nel 1973 vince la prima edizione dei campionati del mondo di corsa campestre e si laurea anche campionessa italiana della specialità. In maggio stabilisce a Viareggio il suo ultimo primato del mondo, quello del miglio con 4'29"5 (prec. Ellen Tittel 4'35"3) e migliora il record italiano dei 3000 m in 8'56"6. Nella semifinale della Coppa Europa 1973 a Bucarest si classifica al 2º posto nei 1500 m con 4'12"3. In agosto vince la sua unica gara in un'universiade nei 1500 m nell'edizione di Mosca con il tempo di 4'10"69. Subito dopo si aggiudica la medaglia d'oro sia negli 800 m sia nei 1500 m ai VII Giochi del Mediterraneo di Algeri. Si laurea per l'ultima volta campionessa italiana degli 800 m correndo in 2'03"1.
Nel 1974 vince anche la seconda edizione dei campionati del mondo e il suo sesto e ultimo titolo italiano di corsa campestre, si classifica al 5º posto nella finale dei 3000 m ai campionati europei di Roma con il tempo di 9'01"40 e vince il titolo italiano sia nei 3000 m in 9'08"97 sia nei 1500 in 4'13"73. Nel 1975 migliora il primato italiano degli 800 m in 2'02"0 e vince il suo ultimo titolo nazionale, quello dei 1500 m, correndo in 4'11"2. Nel 1976 Paola Pigni si infortuna seriamente e si sottopone a una serie di tredici interventi chirurgici a un piede, non riuscirà più a ritornare in competizione e nel 1979 si ritira dall'agonismo. Avrebbe comunque continuato a correre per passione fino alla tarda età.

### Altre attività
Nel 1976 contribuì a scrivere il libro Prendine mille e una, ma non sposarne alcuna, Guida Editore, curiosa raccolta di interviste irriverenti realizzate a donne italiane celebri da Luigi Silori sul tema del matrimonio, prendendo spunto da un'opera minore di Giovanni Della Casa. Tra le intervistate: Adelina Tattilo, Luisa Spagnoli, Franca Falcucci, Oriana Fallaci, Anna Salvatore, Vittoria Ronchey.
Nel 1987, su proposta di Bettino Craxi, venne inclusa tra i membri dell'Assemblea nazionale del PSI.
Diplomata all'ISEF e laureata in Scienze motorie e sportive, in seguito la Pigni è entrata come dirigente nella Federazione Italiana Bocce.

### Morte
Nella mattinata di venerdì 11 giugno 2021, l'ex azzurra aveva partecipato alla cerimonia, in rappresentanza delle Legends di Sport e salute, alla Festa dell'Educazione alimentare nelle scuole nella tenuta presidenziale di Castel Porziano (Roma), alla quale era presente anche il presidente della Repubblica Sergio Mattarella. Subito dopo la manifestazione si è sentita male ed è stata trasportata all'Ospedale S. Eugenio, dove è deceduta. Il funerale si è svolto mercoledì 16 giugno, nella chiesa della Gran Madre di Dio. Per il 2 novembre il suo nome è stato iscritto al famedio della natia Milano, nel Cimitero monumentale.

## Record mondiali
- 1500 metri piani: 4'12"4 m (2 luglio 1969)
- Miglio: 4'29"5 m (8 agosto 1973)
- 3000 metri piani: 9'09"2 m (11 maggio 1972)
- 5000 metri piani: 16'17"4 m (11 maggio 1969)
- 5000 metri piani: 15'53"6 m (2 settembre 1969)
- 10000 metri piani: 35'30"5 m (9 maggio 1970)

## Palmarès
| Anno | Manifestazione          | Sede              | Evento         | Risultato  | Prestazione | Note   |
| ---- | ----------------------- | ----------------- | -------------- | ---------- | ----------- | ------ |
| 1968 | Giochi olimpici         | Città del Messico | 800 m piani    | Semifinale | 2'07"8      |        |
| 1969 | Europei                 | Atene             | 1500 m piani   | Bronzo     | 4'12"0      | [ 13 ] |
| 1971 | Giochi del Mediterraneo | Smirne            | 1500 m piani   | Argento    | 4'22"6      | [ 9 ]  |
| 1972 | Giochi olimpici         | Monaco            | 1500 m piani   | Bronzo     | 4'02"85     |        |
| 1973 | Mondiali di cross       | Waregem           | Corsa seniores | Oro        | 13'45"      |        |
| 1973 | Mondiali di cross       | Waregem           | A squadre      | 4ª         | 96 p.       |        |
| 1973 | Universiadi             | Mosca             | 1500 m piani   | Oro        | 4'10"69     | [ 10 ] |
| 1974 | Mondiali di cross       | Monza             | Corsa seniores | Oro        | 12'42"      |        |
| 1974 | Mondiali di cross       | Monza             | A squadre      | Argento    | 50 p.       |        |
| 1974 | Europei                 | Roma              | 3000 m piani   | 5ª         | 9'01"40     |        |
| 1975 | Giochi del Mediterraneo | Algeri            | 800 m piani    | Oro        | 2'03"8      | [ 9 ]  |
| 1975 | Giochi del Mediterraneo | Algeri            | 1500 m piani   | Oro        | 4'12"8      | [ 9 ]  |

## Campionati nazionali
- 2 volte campionessa nazionale assoluta dei 400 m piani (1965, 1967)
- 6 volte campionessa nazionale assoluta degli 800 m piani (1965, 1966, 1967, 1968, 1969, 1973)
- 4 volte campionessa nazionale assoluta dei 1500 m piani (1970, 1972, 1974, 1975)
- 1 volta campionessa nazionale assoluta dei 3000 m piani (1974)
- 6 volte campionessa nazionale assoluta di corsa campestre (1967, 1968, 1969, 1970, 1973, 1974)

## Altre competizioni internazionali
1970
- Oro ai campionati internazionali di cross ( Nancy)
- Oro al Campaccio ( San Giorgio su Legnano)

1973
- Oro alla Cinque Mulini ( San Vittore Olona)

## Riconoscimenti
Nel 2016 una targa con il nome di Paola Pigni è stata inserita nel percorso Walk of Fame inaugurato l'anno precedente al parco olimpico del Foro Italico a Roma, riservato agli sportivi italiani che si sono distinti per i risultati ottenuti in campo internazionale.
Il 22 novembre 2019 la Pigni è stata invitata dalla World Athletics all'Heritage Mile Night di Monaco, dove si sono radunati i più grandi interpreti di sempre della disciplina del miglio.